# Beurré de Naghin
La Beurré de Naghin désigne une variété de poire à dessert.

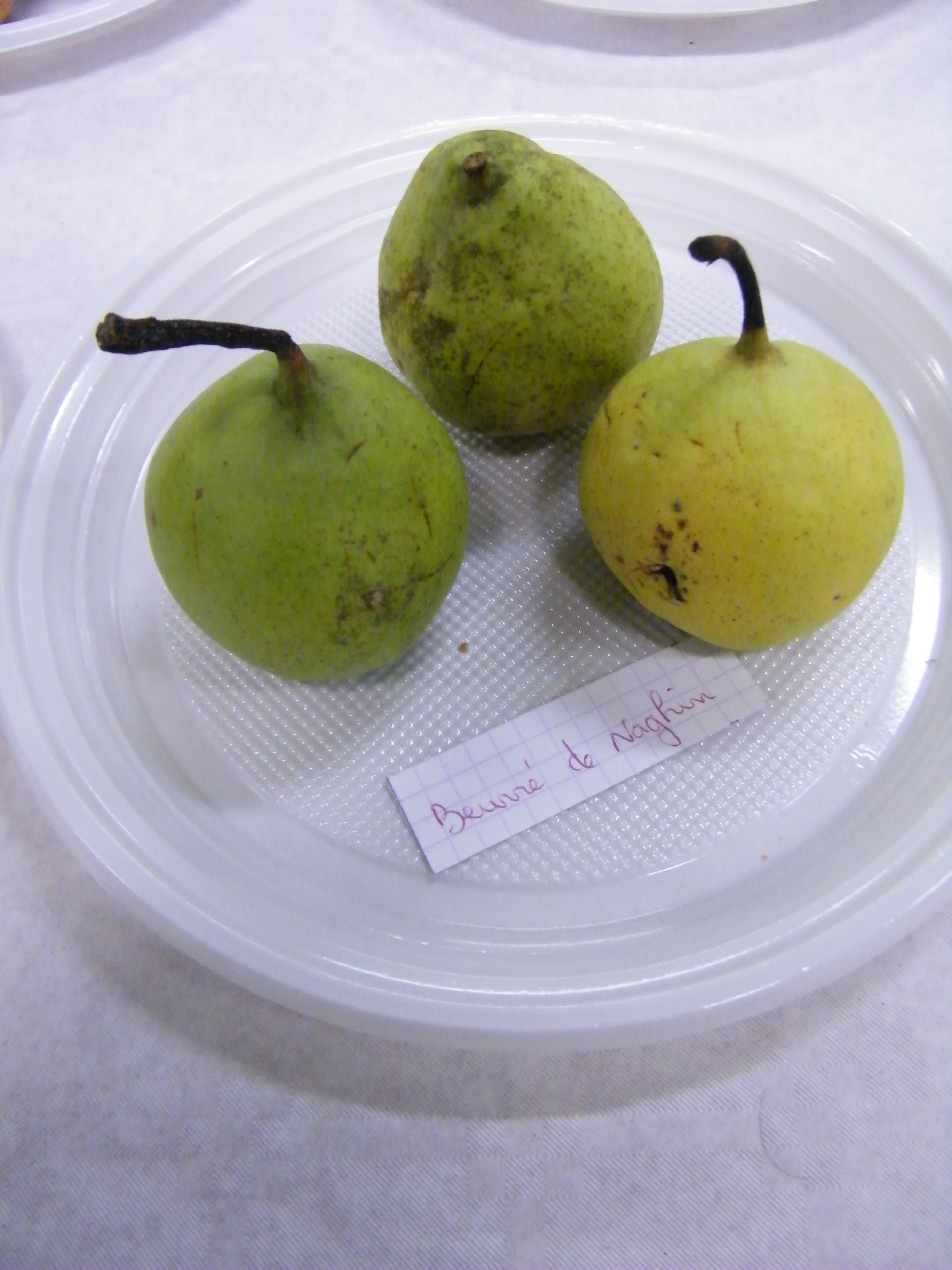
Beurré de Naghin.

## Origine
La variété a été obtenue à partir des semis de G. Evrard, par Norbert Daras de Naghin, propriétaire à Tournai (Belgique).

## Description

### Arbre
L'arbre se révèle de bonne vigueur, il est assez fertile.
Les rameaux sont longs, assez forts, arqués, gris olive jaunâtre ; à lenticelles rondes, blanches, assez nombreuses.
Les yeux sont moyens, coniques, écartés du rameau.
La culture de cette variété se prête à toutes les formes naines ; ses pyramides sont peu garnies de branches ; si on le cultive sur franc, les fruits perdent de leur qualité. En sol argileux et froid, les fruits n'ont aucune qualité même si cette variété est cultivée sur cognassier.
C'est un fruit d'amateur, de commerce de luxe et d'apparat.

### Fruit
Le fruit est gros, turbiné, ventru, le plus souvent ovoïde, tronqué à ses deux bouts, mais surtout au sommet.
L'épiderme est d'un beau vert clair passant au jaune citrin doré, pointillé de roux à la maturité.
Le pédicelle, moyen, renflé en une partie charnue à son point d'insertion au fruit, est implanté dans une cavité fortement bosselée.
Œil moyen, fermé ou mi clos, inséré dans une cavité très large et assez profonde.
Chair blanche, assez fine, fondante, juteuse, sucrée, acidulée, pas très parfumée.
Le fruit  se révèle de bonne qualité.

## Maturité
La maturité s'obtient en février-mars.